# Dipseudopsis maculata
Dipseudopsis maculata är en nattsländeart som beskrevs av Georg Ulmer 1907. Dipseudopsis maculata ingår i släktet Dipseudopsis och familjen Dipseudopsidae. Inga underarter finns listade i Catalogue of Life.